# Atheris barbouri
Atheris barbouri är en ormart som beskrevs av Loveridge 1930. Atheris barbouri ingår i släktet Atheris och familjen huggormar. IUCN kategoriserar arten globalt som sårbar. Inga underarter finns listade i Catalogue of Life.
Arten förekommer med två populationer i bergstrakter i västra Tanzania. Utbredningsområdet ligger 1700 till 1900 meter över havet. Atheris barbouri lever i fuktiga skogar med några buskar och bambuväxter. Den besöker även jordbruksmark.